# Station Detmold
Station Detmold is een spoorwegstation in de Duitse plaats Detmold. Het station werd in 1880 geopend. 

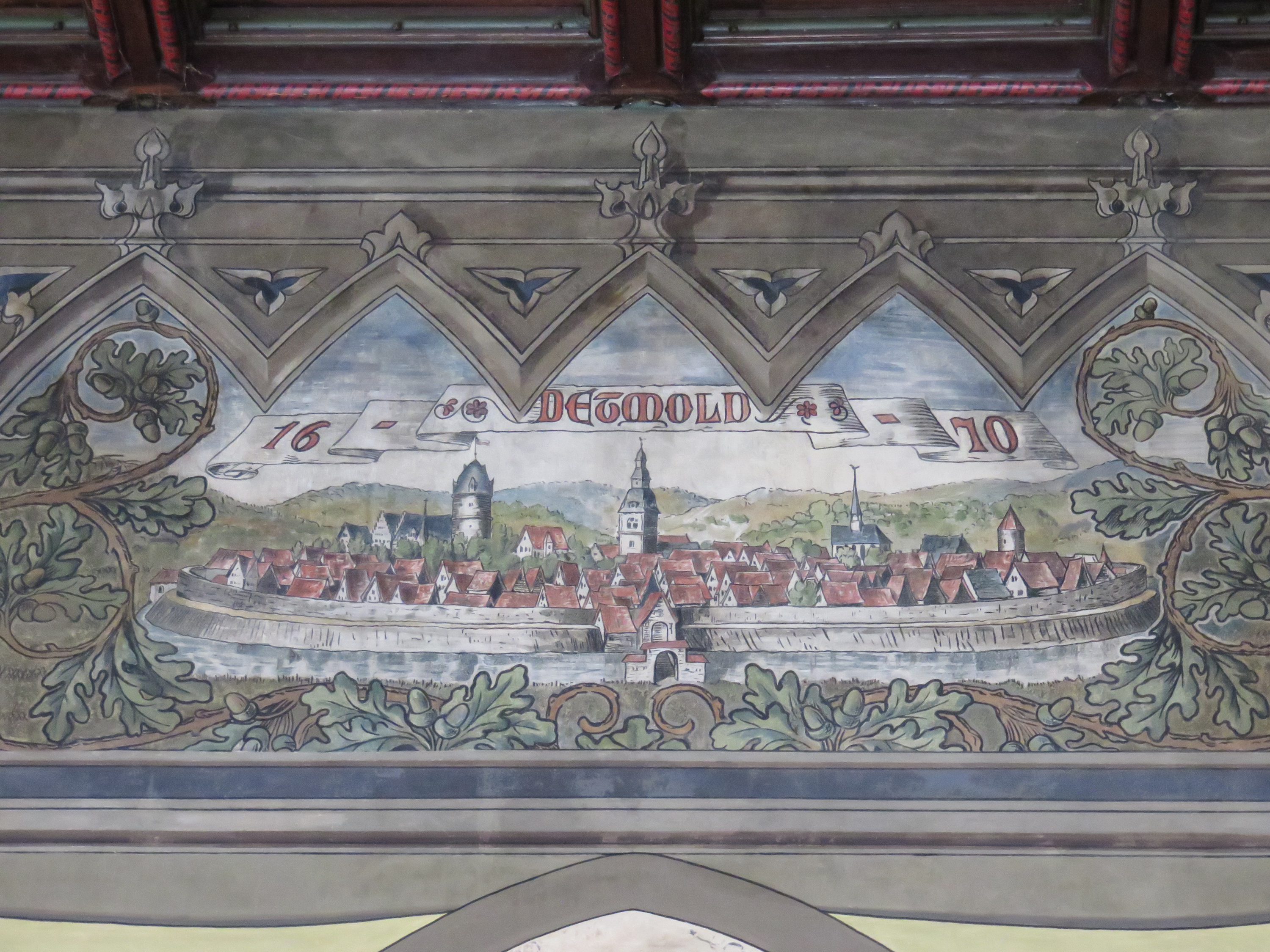
Beschildering Fürstenzimmer

Het station is in de jaren 2006-2008 gerenoveerd. De voormalige speciale wachtkamer voor de adellijke heren en vrouwen van het Huis Lippe-Detmold, de Fürstenzimmer,  is omgebouwd tot stationscafé.
Het station ligt aan de Spoorlijn Herford - Himmighausen.
Het wordt bediend door de treinseries RE 82  Bielefeld-Altenbeken v.v. van Eurobahn en RB 72 van Regionalbahn Herford- Paderborn Hbf.
Op loopafstand van het station liggen twee middelbare scholen met in totaal bijna 5.000 scholieren. Dicht bij het station ligt het busstation, begin- en eindpunt van de stads- en streekbuslijnen. Onder andere rijdt in de weekends een nachtbus naar Augustdorf v.v.